# 甸恩·馬恩尼
甸恩·愛華士·馬恩尼（英語：Dean Edward Marney，1984年1月31日—），一般稱為甸恩·馬恩尼，英格蘭職業足球員，司職員中場。
馬恩尼在熱刺出道，但一直只是球隊的人球，2006年加盟赫尔城成為正選，2010年加盟伯恩利。

## 外部連結
- 足球数据库：Dean Marney的球员统计数据
- Career information at ex-canaries.co.uk （页面存档备份，存于）